# Apelles

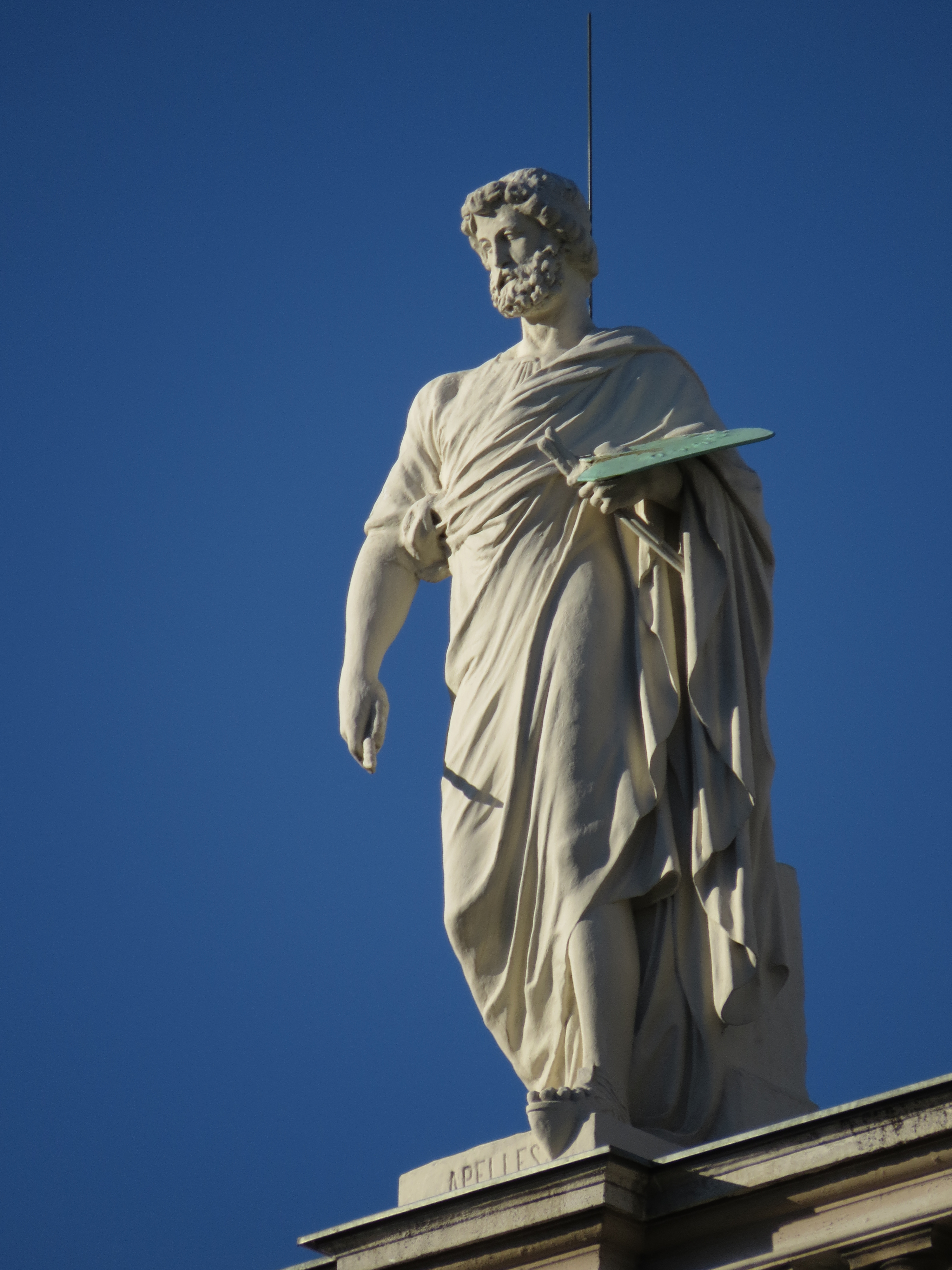
Apelles, Attikafigur auf dem Kunsthistorischen Museum Wien

Apelles (altgriechisch Ἀπελλῆς) war einer der bedeutendsten Maler des antiken Griechenlands und des ganzen Altertums; er war ein Zeitgenosse Alexanders des Großen, geboren etwa 375–370 v. Chr. in Kolophon (?); gestorben gegen Ende des 4. Jahrhunderts v. Chr. in Kos (?). Keines seiner Gemälde ist uns erhalten; sie sind nur durch Erwähnungen und Beschreibungen in der antiken Literatur überliefert.
In der Mitte des 15. Jahrhunderts wurde sein Name zur Eponomasie, bezeichnete also einen herausragenden Maler. So galt Dürer beispielsweise als deutscher Apelles.

## Leben
Apelles wurde in Ephesos zum Künstler ausgebildet. Seine Lehrer waren Ephoros von Ephesos und Pamphilos von Sikyon. Zu Philipps Zeiten ging er nach Makedonien. Hier lernte ihn Alexander kennen, der angeblich allein ihm gestattete, ihn zu malen, ein Vorrecht, das auch der Erzgießer Lysippos und der Steinschneider Pyrgoteles für ihre Kunst hatten. Von Makedonien aus scheint Apelles mehrere Reisen unternommen und sich längere Zeit in Rhodos, Kos und Ephesos aufgehalten zu haben. Nach Alexanders Tod wandte er sich nach Alexandria an den Hof des Ptolemäos, kehrte später aber nach Ephesos zurück.
Apelles galt als die „Krönung der antiken Malerei“. Der ebenfalls berühmte Maler Protogenes war ein Rivale des Apelles.

## Werk und Bedeutung
Anmut, sinnlicher Reiz, blühendes Kolorit, mit der wissenschaftlichen Strenge und Korrektheit der sikyonischen Schule gepaart, waren nach den Zeugnissen der Alten die Vorzüge seiner Werke, welche sich besonders an der berühmten Aphrodite Anadyomene im Asklepiostempel zu Kos zeigten. Für die aus dem Meer auftauchende Aphrodite nahm Apelles übrigens die berühmte Hetäre Phryne zum Modell.

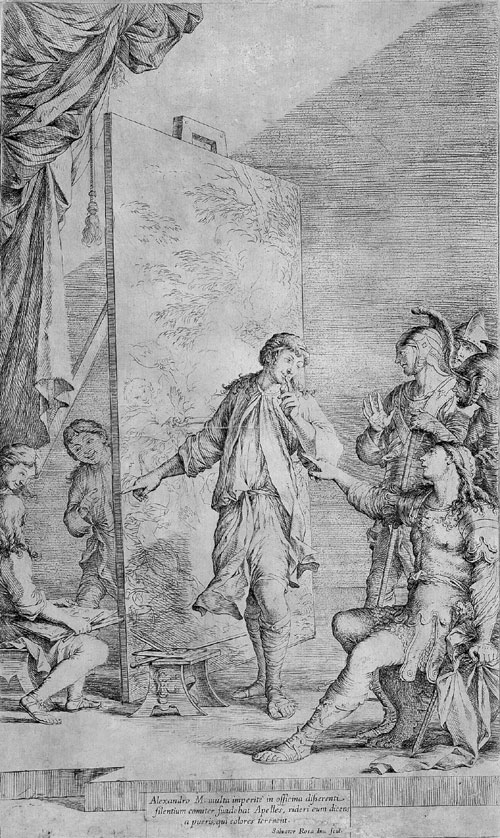
Salvator Rosa: Alexander im Atelier des Apelles (Radierung, um 1662)

Von seinen übrigen Werken waren am gefeiertsten: Alexander mit dem Blitz in der Hand (für den Tempel der Artemis zu Ephesos), eine Charis (im Odeon zu Smyrna), eine Artemis unter opfernden Jungfrauen, ein Herakles, Alexander, wie er den Siegeswagen besteigt, und andere Porträts, zum Beispiel ein Bild des Leonidas von Tarent (im Tempel des Divus Iulius in Rom).
Der Satiriker Gaius Lucilius erwähnt Apelles in einem Fragment:
„da ich ein Gemälde des Apelles gesehen habe, das weit über allen anderen Kunstwerken steht, die ich in meinem Leben erblickte“
Auch der Satiriker Titus Petronius erwähnt im Satyricon ein Werk des Apelles, betitelt „monocremon“. Der Protagonist Encolp befindet sich (in Neapel?) in einer Bildergalerie und bewundert die alten Meister.
„Vollends aber der sogenannte Mann auf einem Bein von Apelles ließ mich geradezu in Anbetung sinken. Denn mit solcher Feinheit waren die Konturen auf den Bildern dem Leben nachgezeichnet, daß man hätte meinen können, die Malerei habe auch die seelischen Vorgänge erfaßt. Auf der einen Seite entführte der Adler den Hirten vom Ida gen Himmel, auf der anderen stieß Hylas, strahlend schön, die zudringliche Najade zurück. Apollon verwünschte seine Mörderhände und beglückte seine noch entspannte Leier mit der soeben entstandenen Blume.“
Berühmt war auch das Gemälde „Die Verleumdung“, von dem Lukian von Samosata berichtet:
„Auf der rechten Bildseite sitzt ein Mann mit langen Ohren, bei denen wenig fehlt, daß man sie für Midas-Ohren halten könnte. Seine Hand ist nach der Verleumdung ausgestreckt, die aus dem Hintergrund auf ihn zukommt. Neben ihm stehen zwei weibliche Gestalten, die ich als die Unwissenheit und das Mißtrauen ansehe. Von der linken Seite nähert sich ihm die Verleumdung in Gestalt eines außerordentlich reizenden, aber erhitzten und erregten Mädchens, deren Züge und Bewegungen Wut und Zorn ausdrücken: In der Linken hält sie eine brennende Fackel; mit der Rechten schleift sie einen jungen Mann an den Haaren herbei, der die Hände zum Himmel emporstreckt und die Götter zu Zeugen anruft. Vor ihr her geht ein bleicher, hässlicher Mann mit stechendem Blick, der aussieht, als hätte ihn eine lange Krankheit ausgemergelt: Jeder wird in ihm den Neid erkennen. Dahinter kommen zwei weibliche Gestalten, die auf die Verleumdung einreden und sie herausputzen und zu schmücken scheinen: Diese sind - wie mir der Museumsführer erklärte - die Arglist und die Täuschung. Ganz hinten folgt eine trauernde Gestalt in schwarzem, zerrissenem Gewand: die Reue, die sich weinend nach rückwärts wendet und voller Scham die herannahende Wahrheit anschaut.“

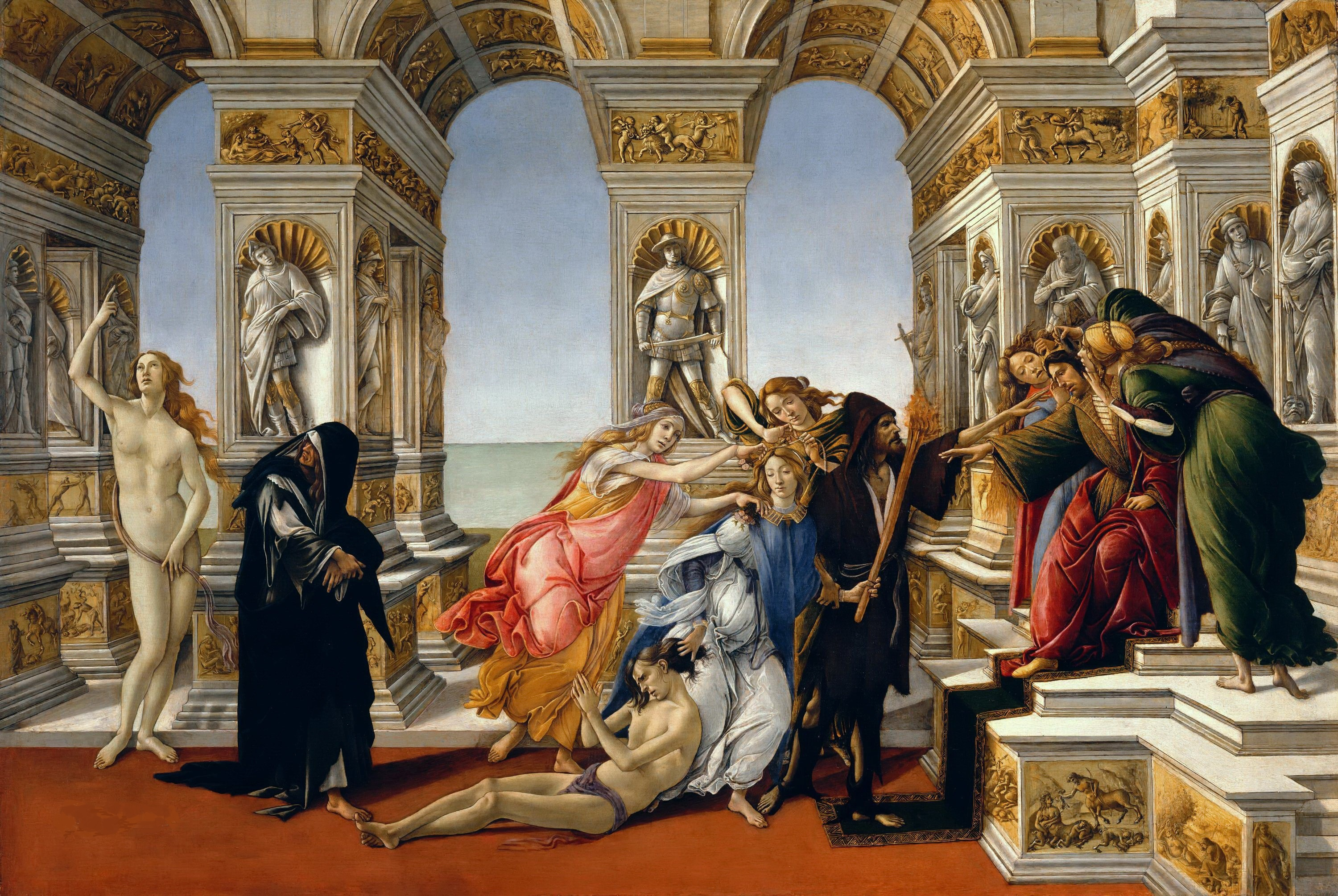
Die Verleumdung des Apelles (Sandro Botticelli, um 1495, Uffizien)

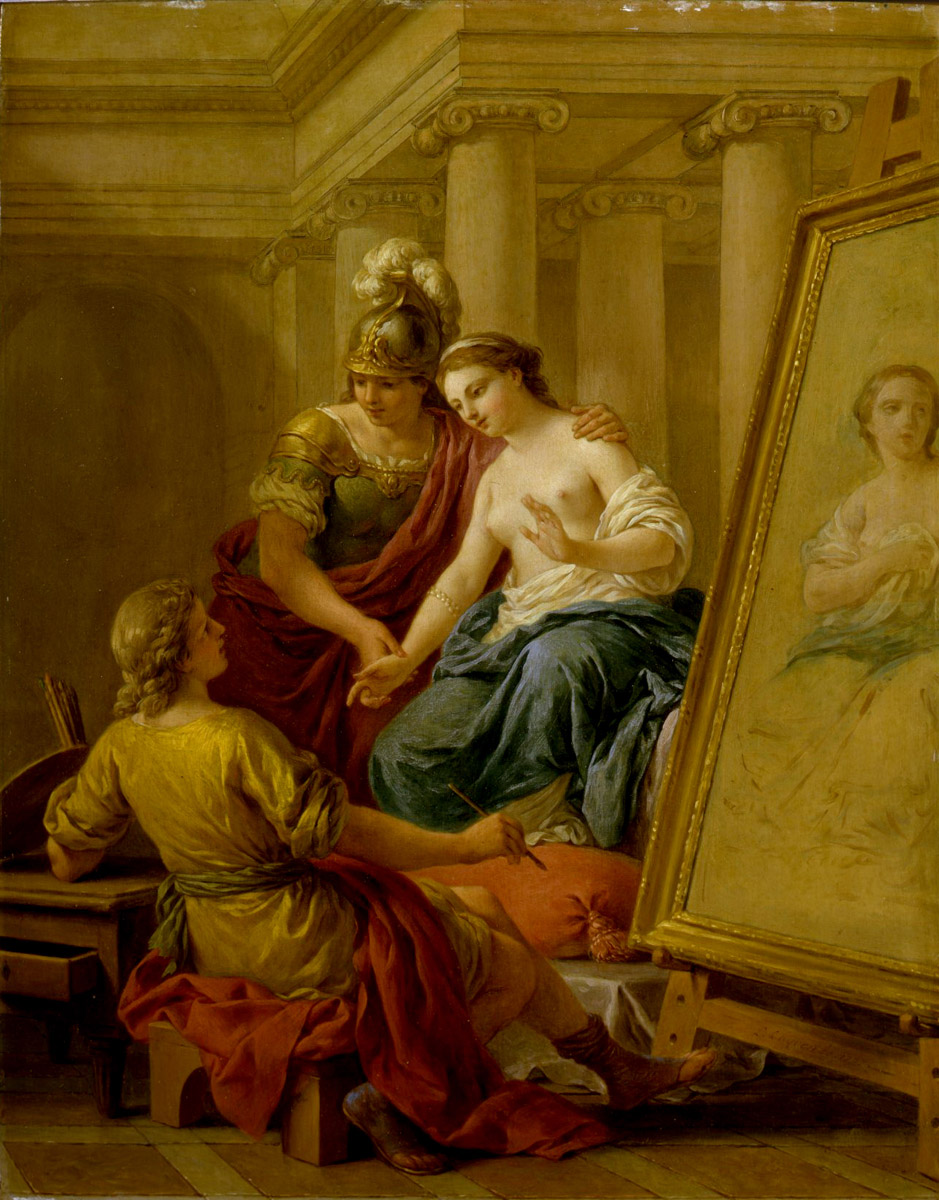
Apelles verliebt sich in Kampaspe (Louis Jean François Lagrenée, 1772)

Nach der Beschreibung wurde dieses berühmte Gemälde in der Renaissance mehrmals wiederholt, um 1495 von Sandro Botticelli (siehe Die Verleumdung des Apelles) und von Albrecht Dürer bei der Ausmalung des Großen Ratssaales im Nürnberger Rathaus um 1521 (nur Fragmente erhalten). 
Alexander der Große soll seine Geliebte Kampaspe dem Apelles geschenkt haben, nachdem der Maler, während er sie porträtierte, in Liebe zu ihr entbrannt war; dieses (legendenhafte) Thema verarbeitete John Lyly zu seiner romantischen Komödie in fünf Akten Campaspe (1580) und Friedrich von Heyden zu seinem „Schauspiel in zwey Aufzügen“ Apelles (1819).
Kräftig vertiefte Schatten- und dadurch stark gehobene Lichtpartien zeichneten alle seine Gemälde aus; doch gebrauchte er nur vier Hauptfarben (Weiß, Rot, Gelb, Schwarz, natürlich mit ihren Nuancen und Mischungen). Außerdem verlieh er seinen Gemälden durch einen eigentümlichen Firnis nicht bloß Schutz gegen Feuchtigkeit und Staub, sondern auch mehr Feinheit und Zartheit des Ausdrucks. Dieselbe Anmut, welche sich über die Gemälde des Apelles verbreitete, scheint auch der Grundton seines ganzen Lebens gewesen zu sein. Über Eifersucht gegen seine Kunstgenossen war Apelles, im Bewusstsein seiner Meisterschaft, erhaben. Überliefert sind uns Anekdoten von ihm, welche seine Unparteilichkeit, Bescheidenheit und Charaktergröße beleuchten. Auch als Schriftsteller, als Verfasser eines an seinen Schüler Perseus gerichteten Lehrbuchs, hat sich Apelles versucht.

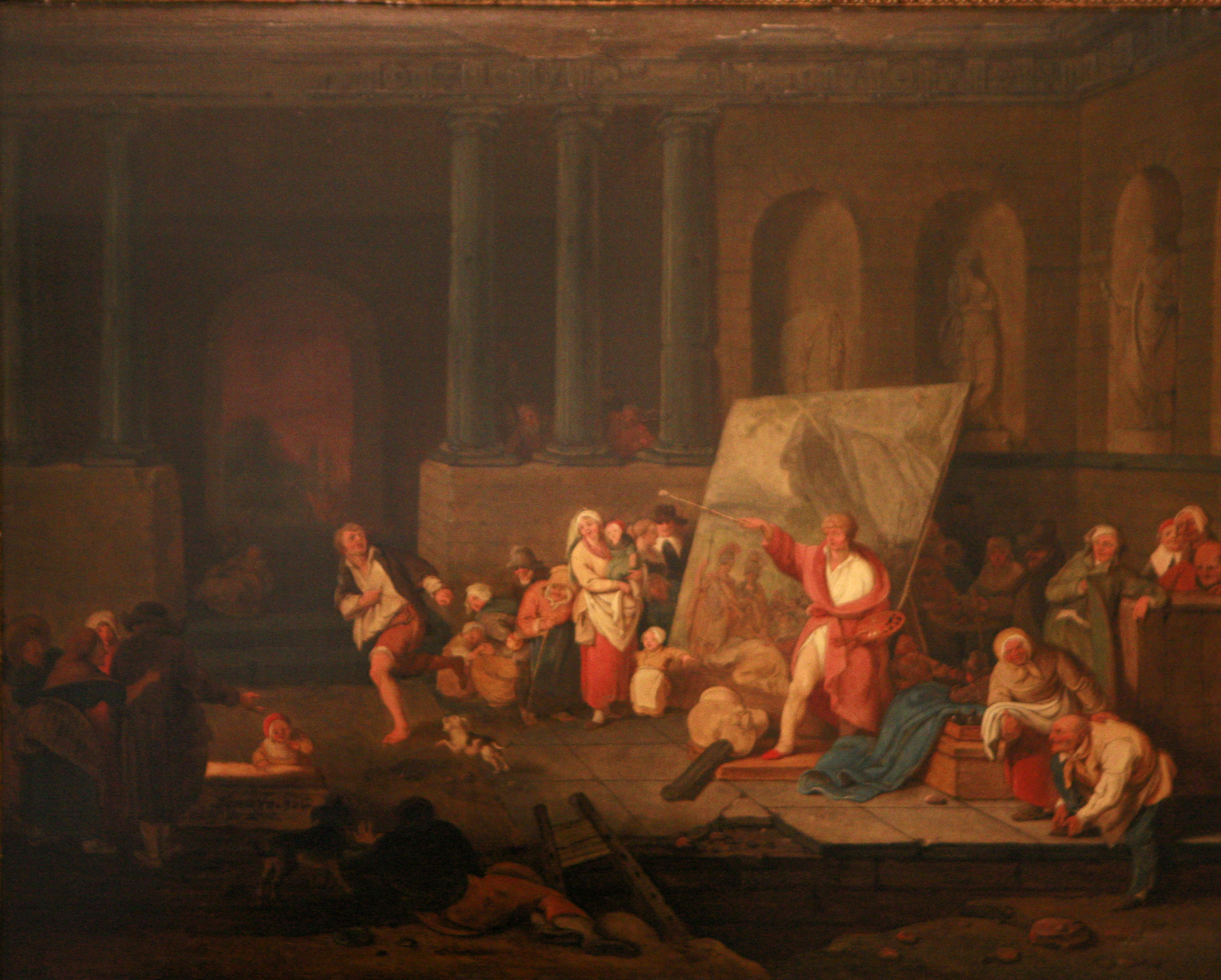
Jacques Albert Sénave: „Apelles und der Schuster“

Das Sprichwort „Schuster, bleib bei deinem Leisten“ geht auf eine Anekdote über Apelles zurück. Danach hätte er sich gerne hinter seinen Bildern versteckt aufgehalten, um auf Urteile der Betrachter zu lauschen. Einst hätte ein Schuster bemängelt, die gemalten Schuhe hätten eine Öse zu wenig. Apelles habe das Bild korrigiert. Doch nun habe der Schuster auch etwas an den Schenkeln auszusetzen gehabt. Daraufhin habe Apelles ihm entgegnet: Was über dem Schuh ist, kann der Schuster nicht beurteilen. Die Anekdote wurde bei Plinius dem Älteren in Latein überliefert: "... ne supra crepidam sutor iudicaret ...", daher die lateinische Redewendung "Ne supra crepidam sutor", auch zitiert als "Ne sutor supra crepidam", "Ne sutor ultra crepidam" (wohl die häufigste Variante) oder "Sutor, ne ultra crepidam!".
Apelles ist der erste Künstler, von dem überliefert wurde, dass er ein Selbstporträt anfertigte.